# Madagascar en los Juegos Olímpicos de Turín 2006
Madagascar estuvo representado en los Juegos Olímpicos de Turín 2006 por un deportista masculino que compitió en esquí alpino.
El portador de la bandera en la ceremonia de apertura fue el esquiador alpino Mathieu Razanakolona. El equipo olímpico malgache no obtuvo ninguna medalla en estos Juegos.